# Ty Alexander Lindeman
Ty Alexander Lindeman (15 de agosto de 1997) es un deportista canadiense que compite en bádminton. Ganó una medalla de oro en los Juegos Panamericanos de 2023, en la prueba de dobles mixto.

## Palmarés internacional
| Juegos Panamericanos | Juegos Panamericanos | Juegos Panamericanos | Juegos Panamericanos |
| Año                  | Lugar                | Medalla              | Prueba               |
| -------------------- | -------------------- | -------------------- | -------------------- |
| 2023                 | Santiago (Chile)     | Medalla de oro       | Dobles mixto         |